# Obeng Regan
Obeng Regan (ur. 15 sierpnia 1994 w Kumasi) – ghański piłkarz występujący na pozycji pomocnika, obecnie zawodnik serbskiego Napredaku.

## Kariera klubowa
Urodził się w Kumasi, w Ghanie. Najpierw grał dla drużyny Fetteh Feyenoordu, po czym w 2010 roku przeszedł do słynnego klubu z Ghany – Asante Kotoko. W sezonie 2010/2011 ligi ghańskiej rozegrał 4 mecze.

Jego trenerem był wówczas Bogdan Korak. Po przeniesieniu się do Serbii, przez rok uczył się w wyższej szkole w Čačak i trenował jednocześnie z lokalnymi drużynami – Boracem i Slobodą.

Wcześniej przebywał na treningach w Anglii i Holandii. Ostatecznie latem 2012 roku Regan podpisał kontrakt z Napredakiem Kruševac, wchodząc do składu w miejsce jednego z byłych graczy Asante Kotoko – Harifa Mohammeda.

Początkowo występował w młodzieżówce, po czym włączony do pierwszego zespołu na pozycji pomocnika.

W drugiej lidze serbskiej zadebiutował 25 sierpnia 2012 w meczu z OFK Mladenovac.
Pod koniec sezonu 2012/2013 Napredak w składzie z Reganem zajął pierwsze miejsce, premiowane awansem do serbskiej ekstraklasy.